# Eatonville (Waszyngton)
Eatonville – miasto w Stanach Zjednoczonych, w stanie Waszyngton, w hrabstwie Orange.